# Evandro Gonçalves
Evandro Gonçalves Oliveira Júnior, né le 17 juillet 1990 à Rio de Janeiro (Brésil), est un joueur de beach-volley brésilien.

## Carrière
Aux Championnats du monde de beach-volley 2015 à La Haye, il remporte la médaille de bronze avec Pedro Solberg.
Alors qu'il était très attendu, le duo est éliminé en huitième de finale du Tournoi olympique de Rio le 13 août 2016 par le duo russe Dmitri Barsouk et Nikita Liamin.

## Palmarès

### Jeux olympiques d'été
- Quart-de-finaliste des Jeux de 2016 à Rio de Janeiro

### Championnats du Monde
- Médaille d'or en 2017 à Vienne (Autriche) avec André Stein
- Médaille de bronze en 2015 à La Haye (Pays-Bas) avec Pedro Solberg

### Jeux panaméricains
- Pas de performance significative à ce jour...